# Northampton (Massachusetts)
Northampton é uma cidade localizada no condado de Hampshire no estado estadounidense de Massachusetts. No censo de 2010 tinha uma população de 28.549 habitantes e uma densidade populacional de 308,31 pessoas por km². Encontra-se a orlas do rio Connecticut. Esta cidade de espíritos livres localizada no Pioneer Valley é conhecida pelos seus festivais de arte e música.
Nesta cidade morreu em janeiro de 1933 o trigésimo presidente dos Estados Unidos, Calvin Coolidge.

## Geografia
Northampton encontra-se localizada nas coordenadas 42° 19′ 37″ N, 72° 40′ 29″ O. Segundo a Departamento do Censo dos Estados Unidos, Northampton tem uma superfície total de 92.6 km², da qual 88.69 km² correspondem a terra firme e (4.22%) 3.91 km² é água.

## Demografia
Segundo o censo de 2010, tinha 28.549 pessoas residindo em Northampton. A densidade populacional era de 308,31 hab./km². Dos 28.549 habitantes, Northampton estava composto pelo 87.66% brancos, o 2.72% eram afroamericanos, o 0.29% eram amerindios, o 4.07% eram asiáticos, o 0.05% eram insulares do Pacífico, o 2.48% eram de outras raças e o 2.74% pertenciam a duas ou mais raças. Do total da população o 6.75% eram hispanos ou latinos de qualquer raça.